# Élections législatives de 1967 dans l'Yonne
Les élections législatives françaises de 1967 se déroulent les 5 et 12 mars 1967.  Dans le département de l'Yonne, trois députés sont à élire dans le cadre de trois circonscriptions.

## Élus
| Circonscription | Député sortant    | Parti | Parti   | Député élu ou réélu | Parti | Parti          |
| --------------- | ----------------- | ----- | ------- | ------------------- | ----- | -------------- |
| 1re             | Pierre Lemarchand |       | UNR-UDT | Louis Périllier     |       | FGDS (Radical) |
| 2e              | Jean Chamant      |       | RI      | Jean Chamant        |       | RI             |
| 3e              | Gaston Perrot     |       | UNR-UDT | Gaston Perrot       |       | UD-Ve          |

## Résultats

### Résultats à l'échelle du département
| Parti          | Parti                                           | Premier tour | Premier tour | Second tour | Second tour | Sièges |
| Parti          | Parti                                           | Voix         | %            | Voix        | %           | Sièges |
| -------------- | ----------------------------------------------- | ------------ | ------------ | ----------- | ----------- | ------ |
|                | Républicains indépendants                       | 37 748       | 28,10        | 18 878      | 20,93       | 1      |
|                | Union des démocrates pour la Ve République      | 21 391       | 15,92        | 26 283      | 29,14       | 1      |
|                | Modérés                                         | 9 207        | 6,85         | Retrait     | Retrait     | 0      |
|                | Union des républicains de progrès               | 68 346       | 50,88        | 45 161      | 50,07       | 2      |
|                |                                                 |              |              |             |             |        |
|                | Parti radical                                   | 8 454        | 6,29         | 22 181      | 24,59       | 1      |
|                | Convention des institutions républicaines       | 8 398        | 6,26         |             |             | 0      |
|                | Section française de l'Internationale ouvrière  | 7 520        | 5,60         | Retrait     | Retrait     | 0      |
|                | Fédération de la gauche démocrate et socialiste | 24 372       | 18,14        | 22 181      | 24,59       | 1      |
|                |                                                 |              |              |             |             |        |
|                | Parti communiste français                       | 31 061       | 23,12        | 22 853      | 25,34       | 0      |
|                | Progrès et démocratie moderne                   | 10 557       | 7,86         | Retrait     | Retrait     | 0      |
|                |                                                 |              |              |             |             |        |
| Inscrits       | Inscrits                                        | 171 023      | 100,00       | 119 355     | 100,00      | 3      |
| Abstentions    | Abstentions                                     | 32 814       | 19,19        | 25 164      | 21,08       |        |
| Votants        | Votants                                         | 138 209      | 80,81        | 94 191      | 78,92       |        |
| Blancs et nuls | Blancs et nuls                                  | 3 873        | 2,8          | 3 996       | 4,24        |        |
| Exprimés       | Exprimés                                        | 134 336      | 97,2         | 90 195      | 95,76       |        |

### Résultats par circonscription

#### Première circonscription (Auxerre)
| Candidat       | Candidat            | Parti          | Premier tour | Premier tour | Second tour | Second tour |  |
| Candidat       | Candidat            | Parti          | Voix         | %            | Voix        | %           |  |
| -------------- | ------------------- | -------------- | ------------ | ------------ | ----------- | ----------- |  |
|                | Jean-Pierre Soisson | RI             | 12 664       | 30,93        | 18 878      | 45,98       |  |
|                | Louis Lalande       | Modérés        | 9 207        | 22,49        | Retrait     | Retrait     |  |
|                | Guy Lavrat          | PCF            | 9 026        | 22,05        | Retrait     | Retrait     |  |
|                | Louis Périllier élu | FGDS (Radical) | 8 454        | 20,65        | 22 181      | 54,02       |  |
|                | Jean Moreau         | CNIP (PDM)     | 1 589        | 3,88         |             |             |  |
|                |                     |                |              |              |             |             |  |
| Inscrits       | Inscrits            | Inscrits       | 53 876       | 100,00       | 53 879      | 100,00      |  |
| Abstentions    | Abstentions         | Abstentions    | 11 819       | 21,94        | 11 652      | 21,63       |  |
| Votants        | Votants             | Votants        | 42 057       | 78,06        | 42 227      | 78,37       |  |
| Blancs et nuls | Blancs et nuls      | Blancs et nuls | 1 117        | 2,66         | 1 168       | 2,77        |  |
| Exprimés       | Exprimés            | Exprimés       | 40 940       | 97,34        | 41 059      | 97,23       |  |

#### Deuxième circonscription (Avallon)
|                | Jean Chamant sortant réélu | RI             | 25 084 | 59,79  |  |  |  |
|                | Pierre Vigreux             | PCF            | 8 472  | 20,19  |  |  |  |
|                | Jacques Ribs               | FGDS (CIR)     | 8 398  | 20,02  |  |  |  |
|                |                            |                |        |        |  |  |  |
| Inscrits       | Inscrits                   | Inscrits       | 51 667 | 100,00 |  |  |  |
| Abstentions    | Abstentions                | Abstentions    | 8 360  | 16,18  |  |  |  |
| Votants        | Votants                    | Votants        | 43 307 | 83,82  |  |  |  |
| Blancs et nuls | Blancs et nuls             | Blancs et nuls | 1 353  | 3,12   |  |  |  |
| Exprimés       | Exprimés                   | Exprimés       | 41 954 | 96,88  |  |  |  |

#### Troisième circonscription (Sens)
| Candidat       | Candidat                    | Parti          | Premier tour | Premier tour | Second tour | Second tour |  |
| Candidat       | Candidat                    | Parti          | Voix         | %            | Voix        | %           |  |
| -------------- | --------------------------- | -------------- | ------------ | ------------ | ----------- | ----------- |  |
|                | Gaston Perrot sortant réélu | UD-Ve          | 21 391       | 41,58        | 26 283      | 53,49       |  |
|                | Jean Cordillot              | PCF            | 13 563       | 26,37        | 22 853      | 46,51       |  |
|                | Roger Mouza                 | CD (PDM)       | 8 968        | 17,43        | Retrait     | Retrait     |  |
|                | Lucien Chevalier            | FGDS (SFIO)    | 7 520        | 14,62        | Retrait     | Retrait     |  |
|                |                             |                |              |              |             |             |  |
| Inscrits       | Inscrits                    | Inscrits       | 65 480       | 100,00       | 65 476      | 100,00      |  |
| Abstentions    | Abstentions                 | Abstentions    | 12 635       | 19,3         | 13 512      | 20,64       |  |
| Votants        | Votants                     | Votants        | 52 845       | 80,7         | 51 964      | 79,36       |  |
| Blancs et nuls | Blancs et nuls              | Blancs et nuls | 1 403        | 2,65         | 2 828       | 5,44        |  |
| Exprimés       | Exprimés                    | Exprimés       | 51 442       | 97,35        | 49 136      | 94,56       |  |